# Andreas Schauer
Andreas Schauer (* 18. Januar 1986 in Bad Tölz) ist ein ehemaliger deutscher Freestyle-Skier. Er war auf die Disziplin Skicross spezialisiert.

## Werdegang
Schauer nahm im Januar 2006 in Kreischberg erstmals an einen Freestyle-Skiing-Weltcuprennen teil, welches er mit dem 51. Platz im Skicross beendete. Bei den Juniorenweltmeisterschaften 2006 in Krasnoe Ozero gewann er Gold im Skicross. Bis 2013 belegte er im Weltcup Platzierungen im Mittelfeld. Im Januar 2013 erreichte er in Grasgehren erstmals mit dem neunten Platz eine Top-Zehn-Platzierung im Weltcup. Einen Monat später holte er in Sotschi mit dem dritten Platz seine erste Weltcuppodestplatzierung. Bei den folgenden Weltmeisterschaften 2013 in Voss errang er den zehnten Platz im Skicross. Die Saison 2012/13 beendete er auf dem 11. Platz in der Skicross-Wertung. Auch in der Saison 2013/14 erreichte er mehrere Platzierungen unter den ersten Zehn. Sein bestes Ergebnis dabei war der vierte Platz beim letzten Rennen der Saison in La Plagne. Bei seiner ersten Olympiateilnahme 2014 in Sotschi kam er auf den 12. Platz. Zu Beginn der Saison 2014/15 belegte er in Nakiska den sechsten Platz. Im Januar 2015 holte er in Val Thorens seinen einzigen Weltcupsieg. Im selben Monat belegte er bei den Freestyle-Skiing-Weltmeisterschaften 2015 am Kreischberg den 25. Platz. Die Saison beendete er auf den achten Platz im Skicross-Weltcup.
Schauer wuchs in Lenggries in unmittelbarer Nähe zum Skigebiet Brauneck auf. Nach dem Abitur ging er zur Bundeswehr und entschied sich danach für eine Pilotenausbildung. Zurzeit arbeitet er bei der Lufthansa als Pilot für Passagiermaschinen.

## Erfolge

### Olympische Spiele
- 2014 Sotschi: 12. Platz Skicross

### Weltmeisterschaften
- 2013 Voss: 10. Platz Skicross
- 2015 Kreischberg: 25. Platz Skicross

### Weltcupwertungen
| Saison  | Gesamt | Gesamt | Skicross | Skicross |
| Saison  | Platz  | Punkte | Platz    | Punkte   |
| ------- | ------ | ------ | -------- | -------- |
| 2009/10 | 109.   | 4      | 38.      | 46       |
| 2012/13 | 54.    | 20     | 11.      | 201      |
| 2013/14 | 93.    | 14     | 19.      | 151      |
| 2014/15 | 30.    | 27     | 8.       | 297      |

### Weltcupsiege
Schauer errang im Weltcup zwei Podestplätze, davon 1 Sieg:
| Datum          | Ort         | Land       |
| -------------- | ----------- | ---------- |
| 9. Januar 2015 | Val Thorens | Frankreich |

### Europacup
- 4 Podestplätze, davon 1 Sieg

### Juniorenweltmeisterschaften
- Krasnoe Ozero 2006: 1. Platz Skicross